# 우라노 가즈미
우라노 카즈미(浦野 一美, 1985년 10월 23일 ~ )는 일본 여성 아이돌 그룹 SDN48의 전 구성원이다. 사이타마현 출신이고, 전 프로덕션 소속이다. 친구 : AKB48 팀A 졸업멤버 : 마에다 아츠코

## 내력
- 팀B의 최연장자로, 그룹 전체에서도 팀K의 오오호리 메구미, 노로 카요에 이어 세 번째 연장자이다.
- 2009년 7월 8일, 13번째 싱글 선발 멤버 총선거 결과 17위를 차지해, 첫 선발 멤버로 뽑혔다.
- 2009년 8월 1일, 사토 유카리, 오오호리, 노로와 함께 SDN48에 활동하게 되었다.
- 2010년 4월 16일, 코하라 하루카와 함께 AKB48를 졸업하였다. 졸업 후에도 SDN48의 일원으로 활동한다.
- 2012년 3월 10일, 프로듀서 아키모토 야스시가 Google+에서 AKB48의 파생 유닛 와타리로카하시리타이7에 잠정 멤버로서 가입시키는 것을 발표하였다.
- 2012년 3월 31일, 「SDN48 콘서트 「NEXT ENCORE」 in NHK 홀」을 기해 SDN48를 졸업하였다.
- 2018년 2월 14일을 기해 소속사 프로덕션 오기를 퇴사두고, 프리랜서로 활동하기로 했다.

## 출연

### 드라마
- 고쿠센3 제3화 (2008년 5월 3일, NTV)
- アンタッチャブル:TV 아사히 (2009년 10월 16일 ~ 2009년 12월 18일 방송 종료)

### 뮤직 비디오
- Aqua Timez 〈플루메리아 ~꽃노래~〉